# Rivula cognata
Rivula cognata là một loài bướm đêm trong họ Erebidae.